# Pivovara
Pivovara je proizvodni pogon za proizvodnju piva. Obično je podijeljena u nekoliko odvojenih odjeljenja, koja odgovaraju pojedinim fazama proizvodnje. Veličina pivovare može biti u rasponu od manjeg domaćinstva do tvrtke s velikim industrijskim postrojenjima.
Najstarija pivovara na svijetu koja i danas proizvodi pivo pivovara je Weihenstephan u gradu Freisingu u Bavarskoj. Nalazi se u državnom vlasništvu.